# 杜登辭典

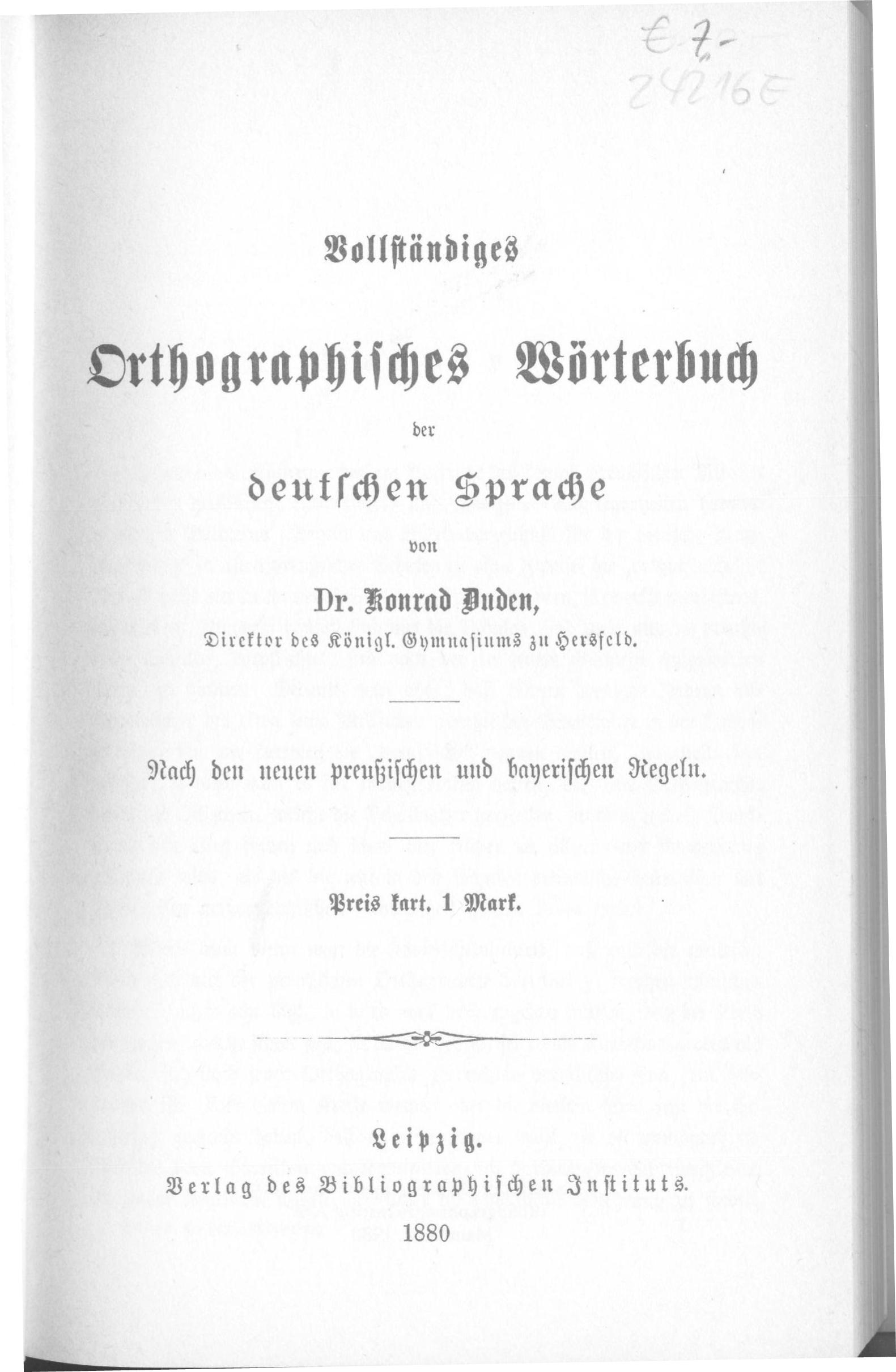
康拉德·杜登的第一版《德意志語言正字大辭典》 (1880)

《杜登辭典》（德語：Duden;  德語發音：[ˈduːdən]），指的是一本影響深遠的德語辭典，最初由康拉德·杜登於1880年出版，曾流行於德意志帝國和奧匈帝國，到了現代則在德國、奧地利、瑞士、盧森堡和比利時的版圖裏廣泛使用。
該字典並不像大多數國家的官方語言的一樣，強制以首都（在德國即柏林）的口音為標準，而是嚴謹考據了全德語區的詞源才定下標準的，甚至連德國以外的別國德語都被納入考慮。因此《杜登辭典》的中立性大受好評，至今已存活了143年，既是全德語國家的通用字典，也在德語教學中被奉為「聖經」。《杜登辭典》每隔四五年就會更新一次，截至2013年8月，目前已有26版，共有12卷，每一卷都包含不同內容，包括隨著時代的發展會增加的外來語、語源、讀音、近義詞等等。 本書的第一版——《德語正字法》（Die deutsche Rechtschreibung）是德語歷史上第一部有詳細規範的辭典，確立了德語單詞的正確文法、拼寫及使用規則，規定了什麼才是正確的德語句子。

## 歷史

### 康拉德·杜登的辭典
1872年，施萊茨（今位於圖林根州，此时属罗伊斯-格拉）一所文理中学的校長康拉德·杜登出版了一本名為《施萊茨杜登》（Schleizer Duden）的辭典，是為第一版杜登辭典。在1880年，《德意志語言正字大辭典》出版（ ），這一本辭典於同年被普魯士政府宣佈為官方的正字辭典。第一版杜登約有28,000個詞條。

### 1901至1996年
1902年德意志帝國參議院確認杜登辭典作為官方德語拼寫標準，奧匈帝國及瑞士其後緊隨。
在之後的數十年，杜登辭典一直是實際上的德語標準辭典。第二次世界大戰之後杜登辭典分別在西德的曼海姆和东德的萊比錫繼續出版。
西德有部分出版社於1950年代開始指責杜登壟斷，自行出版其他拼寫法的辭典。作為回應，1955年11月西德各的文化部長聲明，杜登辭典將會繼續是官方標準。

### 東德版（萊比錫）

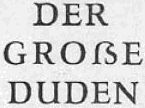
萊比錫文獻學研究所版《大杜登辭典》的標題，留意大寫ẞ (1957)

1954年，西德版杜登辭典的印刷地由本來的萊比錫移至曼海姆。1951年，東德在萊比錫印刷了第一本東德版杜登辭典，但不被西德承認。之後雙方一直各自印刷自己的版本，直至柏林圍牆於1989年倒塌。最初東西德版杜登辭典的內容十分相似，但後來東德版的詞條數目減少，西德版的卻增加。東西德版杜登辭典的最大不同是：東德版的辭典包含了部份俄語借詞，特別是有關政治的詞彙，例如（政治局） 及 （社會民主主義）。而且，東德版杜登有來自蘇聯農業及工業傳統的詞語。
值得注意的是，有部分東德杜登詞彙的詞義因為與俄語的接觸而稍有改變。東德杜登以加後綴的方式進行名詞化，而這做法來自俄語。而且，東德杜登中，有前綴的形容詞及副詞也有增加，例如 （不認真）及（不具體）。由於萊比錫的出版社不分卷出版，這幾種用法均來自東德的《大杜登辭典》（der große Duden）。

### 改革版杜登

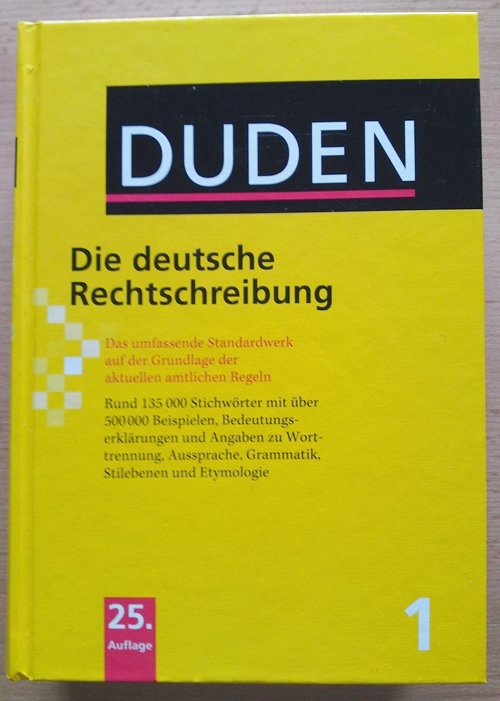
第25版杜登第1卷

在第25版第1卷的杜登辭典上封面上有紅字寫着：（基於現今官方原則的綜合性標準參考書。）此處的「現今官方原則」以1996年德语正写法改革為準。

## 冊數
1. – 拼寫辭典
2. – 樣式辭典
3. – 圖片辭典
4. – 文法
5. – 外來語辭典
6. – 發音辭典
7. – 語源辭典
8. – 近義詞詞典
9. – 正確、好的德語（德語運用指南）
10. – 詞典 （詞義篇）
11. – 修辭
12. – 名言佳句

## 文獻
- Betz, Werner.  [Modified language of the world: semantics, politics and manipulation]. Edition Interfrom AG: Zürich, 1977.
- Hellmann, Manfred W. (ed.)  [On public usage in the Federal Republic of Germany and in the GDR]. Düsseldorf: Pädagogischer Verlag Schwann, 1973.
- Reich, Hans H.  [Language and politics: studies on vocabulary and terminology of the official use of language in the GDR].  Munich: Max Hueber Verlag, 1968.
- Schlosser, Horst Dieter (ed).  [Communications requirements and everyday language in the former GDR].  Hamburg: Helmut Buske Verlag, 1991.
- Siegl, Elke Annalene.  [Duden East, Duden West: On language in Germany since 1945: a comparison of Leipzig and Mannheim editions of Duden since 1947]. Düsseldorf: Schwann, 1989.

## 外部連結
- 官方网站 （德文）